# William Roobrouck
William Roobrouck (Tienen, 1977), bekend onder zijn artiestennaam Williams, is een Belgisch beeldend kunstenaar geboren in Tienen. Hij woont en werkt in Laarne, Oost-Vlaanderen. Zijn voornaamste werken zijn sculpturen en beelden in weervast staal (cortenstaal).

## Biografie
De moeder van William heeft kunstgeschiedenis gestudeerd en schilderde aquarellen. Zijn grootmoeder maakte olieverfschilderijen en zijn grootvader was artistiek met metaal bezig. Hierdoor leerde hij op jonge leeftijd lassen, boren en zagen in het atelier van zijn grootvader.
Williams creëert objecten, sculpturen en kunstwerken die zijn liefde voor vormen en ruwe materialen uitdrukken. Hij vindt zijn inspiratie in de mens en de natuur, en vertaalt dit vaak in gezichten. Hij doet alles zelf: van de allereerste schets tot het allerlaatste schetspunt. Zijn voornaamste medium is weervast staal, ook wel bekend onder de merknaam cortenstaal.
In 2012 werd hij gevraagd door het festival Tomorrowland in Boom om een ontwerp te maken voor hun decor. Uiteindelijk heeft het festival beslist om 12 werken te bestellen van hetzelfde ontwerp die nu telkens gebruikt worden op het festival.
In juni 2018 nam hij deel aan Kunstschouw, een grote expo in Zeeland die plaatsvond over heel het eiland. Hier werden 5 werken van hem tentoongesteld.
In juli 2018 nam hij samen met designer Lawrence Roberts deel met de Elements Mystique Garden aan RHS Hampton Court Palace, Londen. Williams creërde een kunstwerk in staal en Roberts bouwde er een conceptuele tuin rond. Hun creatie werd bekroond met de Silver-Gilt Medaille. Het daaropvolgende jaar, 2019, namen ze nogmaals samen deel met een andere conceptuele tuin en vielen ze opnieuw in de prijzen. Deze keer met een zilveren medaille.
Sinds juli 2019 staat het werk 'Through Your Eyes' van Williams tentoongesteld in het RHS Garden Wisley in Surrey. Het park is een museumtuin van om en bij de 100 hectare die jaarlijks tussen de 1 en 2 miljoen bezoekers ontvangt wereldwijd. Van dit beeld worden er slechts 3 genummerde stuks gemaakt.
In augustus 2019 gaat Williams een samenwerking aan met Art Center Horus in Sint-Martens-Latem. Het kunstencentrum voorziet een permanente tentoonstelling van zijn werken. In oktober vond zijn eerste expo daar plaats, samen met Kamagurka.
In 2018 koopt de stad Knokke-Heist zijn werk 'Proud' aan om tentoon te stellen op de rotonde aan de A11 op de Heistlaan. Het werk was oorspronkelijk gemaakt voor de driejaarlijkse tentoonstelling 'Tentuinstelling' in Knokke-Heist. 'Proud' is negen meter hoog en weegt drie en een halve ton. Het skelet is gemaakt van gegalvaniseerde stalen profielen en werd geïnstalleerd in maart, 2020. Vanwege COVID-19 werd de formele inhuldiging verplaatst naar 18 maart 2022.

## Tentoonstellingen en exposities
- Biennalelak@rt, Laarne, 2016
- Buren bij kunstenaars, Veurne, 2016
- Kunst in het Dorp, ontmoetingscentrum Ter Loo, Bellingen, 2016
- Open Tuindagen, Tuinbouwschool, Melle, 2016
- Stadshal, Veurne, 2017
- Groepsexpo, Kazematten, Ieper, 2017
- Buren bij kunstenaars, Aalbeke, 2018
- Kunstschouw, Zeeland, Nederland, 2018
- Elements Mystique Garden, RHS Hampton Court Palace, Londen, 2018
- Solo expositie, Cultuurcentrum Scharpoord, Knokke-Heist, 2018
- Expositie, Wiesbaden, Duitsland, 2018
- Kunst in het Dorp, ontmoetingscentrum Ter Loo, Bellingen, 2018
- Through Your Eyes, RHS Hampton Court Palace, Londen, 2019
- Art Center Horus, Latem, 2019
- Buiten Beeld, cultuurcentrum Scharpoord, Knokke-Heist, 2019
- Beeldentuin Ravesteyn, Heenvliet (Rotterdam), 2019
- Beeldenroute Lo-Reninge, Lo-Reninge, 2019
- Expo Janot, Beersel, 2019
- Lak@rt, Garmijnzaal, Brugge, 2019
- Kunstenroute Lak@rt, Laarne, 2019
- ZomerExpositie, De Maalderij, Zaffelare, 2020
- Art Knokke Heist, Knokke, 2020
- Artbox Expo, Zürich, Zwitserland, 2021
- Kunst in het dorp, ontmoetingscentrum Ter Loo, Bellingen, 2021
- ZomerExpositie, De Maalderij, Zaffelare, 2021
- Lak@rt Kunstroute, Laarne, 2021
- Tentuinstelling, Cultuurcentrum Scharpoord, Knokke-Heist, 2022
- Tuindagen, Kasteel Beervelde, Park Van Beervelde, 2022
- Biënnale Artbox Expo, Venetië, Italië, 2022
- Expo De zomer van Wechel, Kasteel Wechelderzande, Rijsel, 2022

## Krant
- https://www.nieuwsblad.be/cnt/dmf20200327_04904394
- https://www.nieuwsblad.be/cnt/dmf20210804_97159850
- https://www.nieuwsblad.be/cnt/dmf20191010_04656256
- https://youtu.be/eK1sRQeX7zA
- https://www.standaard.be/cnt/dmf20200120_04814575
- https://youtu.be/DQT6CMIYbi8
- https://www.hln.be/knokke-heist/metershoog-kunstwerk-siert-heist-maar-inhuldiging-valt-in-het-water-door-coronacrisis~a84a04bf/
- https://www.lofficiel.be/nl/culture/laat-je-inspireren-tijdens-het-art-knokke-heist-kunstweekend
- https://www.nieuwsblad.be/cnt/dmf20210804_97159850
- https://www.hln.be/laarne/kunstenaars-houden-van-bloemen-tijdens-lak-rt-54-kunstenaars-tonen-hun-werk-op-5de-editie~af61e080/
- https://www.nieuwsblad.be/cnt/dmf20200402_04911014
- https://www.hln.be/knokke-heist/dit-gezicht-krijgt-een-plaats-langs-de-heistlaan~a527c66a1/